# Mauritz Andersson (kassör)
Mauritz Andreas Andersson, född 14 juli 1888, död 1952, var ABF:s kassör under åren 1920–1946 och även dess studierektor/riksstudieledare 1930–1932, författare (i begränsad utsträckning) och verksam som offentlig utredare. 
Andersson var under ett antal år styrelseledamot i Sveriges Radio och även författare till ett antal artiklar i ABF-relaterade tidningar och tidskrifter, såsom "ABF. Tidning För Arbetarnes Bildningsförbund", "Studiekamraten", "Bokstugan: studiecirklarnas tidskrift", "Folklig kultur / utgiven av Samverkande bildningsförbunden", "Metallarbetaren", "Tidskrift för föreläsningsverksamheten".
Mauritz Andreas Andersson är begraven på Skogskyrkogården.
Han var far till journalisten Sven O. Andersson.

## Publikationer
- Andersson, Mauritz (1957). En gammal plåtslagare berättar om 60 år på plåttak: kontrollarbeten och därmed sammanhörande vid yttre arbeten på kyrkor och andra byggnader. Stockholm: Förf. Libris 845355
- Hansson Sigfrid, red (1936). ”Folkliga bildningsrörelsen”. Svenska folkrörelser. 1, Nykterhetsrörelse. Politisk arbetarrörelse. Fackföreningsrörelse. Folkbildning. Kooperation. Stockholm: Lindfors. sid. 110-129. Libris 65838

## Utredningar
- 1943 års riksteaterutredning; Juhlin Dannfelt Carl, Andersson Mauritz, Wärn Tage (1944). 1943 års riksteaterutrednings betänkande och förslag angående Riksteaterns omorganisation m. m.. Statens offentliga utredningar, 0375-250X ; 1944:42. Stockholm. Libris 1428736
- Utredning och förslag rörande frågan om avgift för hemlån av böcker från bibliotek. Statens offentliga utredningar, 0375-250X ; 1935:22. Stockholm: Nord. bokh. i distr. 1935. Libris 1368378